# Anti-Crisis Girl
Anti-Crisis Girl è la prima raccolta della cantante ucraina Loboda, pubblicata il 17 maggio 2009 dalla S&A Music Group e dalla Moon Records.

## Descrizione
L'album contiene nove grandi successi della cantante dall'inizio della sua carriera da solista nel 2004, nonché una versione rock della canzone For What? e il brano Be My Valentine (Anti-Crisis Girl), con il quale ha rappresentato l'Ucraina all'Eurovisione 2009 a Mosca (compresa la sua versione russa e un remix di Maneken). Oltre alle tracce audio, l'album contiene tre videoclip ed è stato pubblicato in Ucraina e in Russia. È interessante notare che per l'edizione russa è stato utilizzato il design del secondo album di Loboda Ne ma4o, che non è stato pubblicato in questo paese.
C'è anche una terza versione dell'album, distribuita dalla S&A Music durante il tour europeo di Loboda, che non presenta la canzone Paren', ty ničë ma che contiene cinque videoclip.

## Accoglienza
Il critico musicale Nikolaj Fandeev, nella sua recensione, ha dato all'album due stelle e ha notato le buone capacità vocali della cantante che, secondo lui, usa al meglio, dimenticando tutto il resto. In generale, ha definito la performance di Loboda brutale e in quasi tutte le canzoni senza emozione. L'autore ha criticato quasi tutte le canzoni dell'album, dando una valutazione positiva solo ai brani Postoj, muščina! e Outro.

## Tracce
Testi e musiche di Svitlana Loboda, eccetto dove indicato.
1. Be My Valentine (Anti-Crisis Girl) – 3:00 (Svitlana Loboda, Jevgenij Matjušenko)
2. By Your Side (feat. DJ Lutique) – 3:28 (DJ Lutique)
3. Ne mačo/Not a Macho – 2:55
4. Miška, gadkij malčiška/Michael, Bad Boy – 3:38 (Svitlana Loboda, Michail Jasinskij)
5. Postoj, muščina!/Stay, Man! – 3:48
6. Čërno-belaja zima/Black and White Winter – 3:45 (Taras Demčuk)
7. Ja tebja ne pomnju/I Don't Remember You – 4:04
8. Za čto?/What For? – 3:45
9. Čërnyj angel/Black Angel – 3:51 (Svitlana Loboda, Georgij Denisenko)
10. Paren', ty ničë/You're Something! – 3:00
11. Za čto?/What For? (Rock Version) – 3:45
12. Be My Valentine (Anti-Crisis Girl) (Remix by the Maneken, 2009) – 4:25 (Svitlana Loboda, Jevgenij Matjušenko)
13. Outro – 3:16 (Taras Rešetko)

Edizione europea
1. Be My Valentine (Anti-Crisis Girl) – 3:00 (Svitlana Loboda, Jevgenij Matjušenko)
2. By Your Side (feat. DJ Lutique) – 3:28 (DJ Lutique)
3. Not a Macho/Ne mačo – 2:55
4. Michael, Bad Boy/Miška, gadkij malčiška – 3:38 (Svitlana Loboda, Michail Jasinskij)
5. Stay, Man!/Postoj, muščina! – 3:48
6. Black and White Winter/Čërno-belaja zima – 3:45 (Taras Demčuk)
7. I Don't Remember You/Ja tebja ne pomnju – 4:04
8. What For?/Za čto? – 3:45
9. Black Angel/Čërnyj angel – 3:51 (Svitlana Loboda, Georgij Denisenko)
10. You Won't Forget/Ty ne zabudeš' – 4:03 (Emmanuelle Vidal De Fonseca, Francesco De Benedittis, Svitlana Loboda)
11. Be My Valentine (Anti-Crisis Girl) (Remix by DJ Major) – 4:25 (Svitlana Loboda, Jevgenij Matjušenko)
12. Outro – 3:16 (Taras Rešetko)